# Just Can't Get Enough
|  | Aquest article tracta sobre la cançó de Depeche Mode. Vegeu-ne altres significats a «Just Can't Get Enough». |

«Just Can't Get Enough» és una cançó de la banda britànica Depeche Mode inclosa en el seu àlbum de debut Speak & Spell. La cançó fou enregistrada el juliol de 1981 als Blackwing Studios i publicada com a segon senzill de l'àlbum excepte als Estats Units, on fou llançada el 18 de febrer de 1982 com a senzill de debut del grup. Fou el darrer senzill escrit per fundador del grup Vince Clarke, que va abandonar la banda el desembre de 1981.

## Informació
Al Regne Unit arribà al número 8 de la llista de senzill mentre que va esdevenir el primer èxit Austràlia arribant al quart lloc. Van realitzar una remescla anomenada "Schizo Mix" que és una versió llarga, i fou inclosa en la versió americana de Speak & Spell i en compilacions posteriors com The Singles 81→85 i Remixes 81−04. La cara-B "Any Second Now" fou la primera cançó instrumental disponible comercialment de Depeche Mode. També en van editar una remescla titulada "Altered".
Fou la primera cançó de la banda que tingué un videoclip promocional, i de fet és l'únic en el qual apareix Vince Clark. El director del videoclip fou Clive Richardson.
Gràcies a la seva popularitat, aquesta cançó fou versionada per multitud de grups en molts altres estils musicals. Per exemple el duet de DJs neerlandesos Charly Lownoise and Mental Theo van fer una versió happy hardcore (2004), la banda francesa Nouvelle Vague (2005) o la japonesa Anna Tsuchiya (2007) també van afegir una versió en respectius àlbums. Cal destacar la versió realitzada per The Saturdays, que va arribar al número 1 de la llista britànica de senzills. Seguidors de diversos equips de futbol britànics han adaptat la lletra de la cançó per realitzar himnes d'animació als respectius equips com Celtic, Burnley, Bolton Wanderers o Liverpool.

## Llista de cançons
Totes les cançons foren escrites per Vince Clarke excepte "Tora! Tora! Tora!" escrita per Martin Gore.
7": Mute/7Mute16 (Regne Unit)
1. "Just Can't Get Enough" – 3:41
2. "Any Second Now" – 3:06

12": Mute/12Mute16 (Regne Unit)
1. "Just Can't Get Enough (Schizo Mix)" – 6:43
2. "Any Second Now (Altered)" – 5:41

CD: Mute/CDMute16 (Regne Unit, 1991) i Sire/SRE40291 (Estats Units, 1991 i 2004)
1. "Just Can't Get Enough" – 3:45
2. "Any Second Now" – 3:09
3. "Just Can't Get Enough (Schizo Mix)" – 6:48
4. "Any Second Now (Altered)" – 5:42

7": Sire/SRE50029 (Estats Units)
1. "Just Can't Get Enough" – 3:41
2. "Tora! Tora! Tora!" – 4:23